# Wiktor Węgrzyn

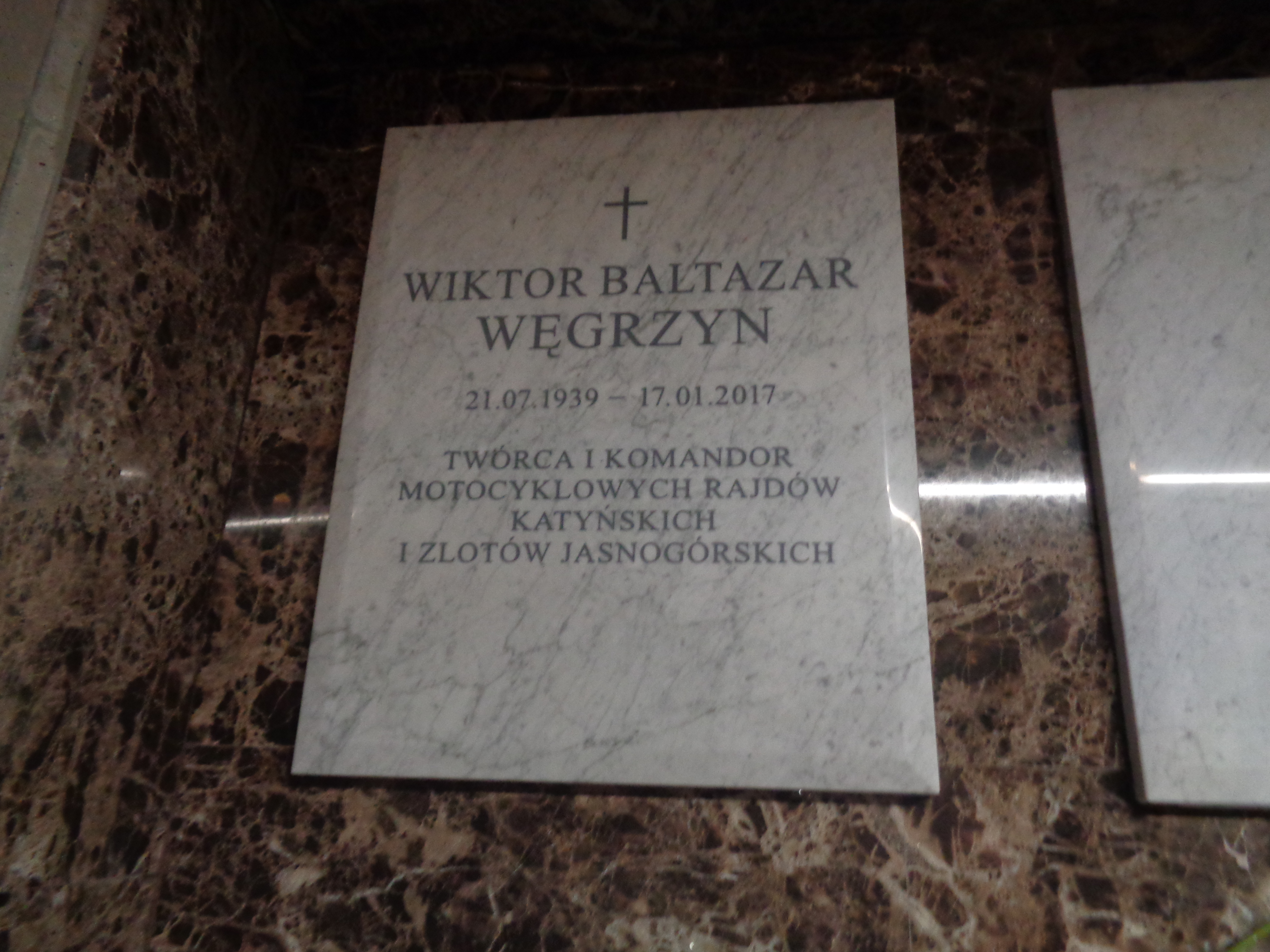
Grób Wiktora Węgrzyna w Panteonie Wielkich Polaków w Świątyni Opatrzności Bożej

Wiktor Baltazar Węgrzyn (ur. 21 lipca 1939 w Warszawie, zm. 17 stycznia 2017 w Chicago) – polski księgarz i mechanik samochodowy, twórca, komandor i prezes zarządu Motocyklowych Rajdów Katyńskich oraz inicjator i organizator Motocyklowych Zlotów na Jasnej Górze im. ks. ułana Zdzisława Jastrzębiec Peszkowskiego.

## Życiorys
Syn Anny i Baltazara. Studiował w Szkole Głównej Planowania i Statystyki w Warszawie. W aktach Instytutu Pamięci Narodowej znajduje się notatka Służby Bezpieczeństwa z przesłuchania przeprowadzonego 15 marca 1968 w Nowym Dworze Mazowieckim na okoliczność rozpowszechniania przez Wiktora Węgrzyna informacji o działaniach represyjnych funkcjonariuszy MO i ORMO podczas zamieszek studenckich w marcu 1968 w Warszawie. W wyniku poinformowania Komitetu Powiatowego PZPR o sprawie, został zwolniony z pracy w Centrali Produktów Naftowych.
W 1973 wyemigrował do Stanów Zjednoczonych i w Chicago założył warsztat samochodowy. W USA został członkiem jury Towarzystwa Krzewienia Nadziei, przyznającego nagrody osobom tworzącym na emigracji. Był również członkiem Stowarzyszenia Polskich Kombatantów w Chicago. Od 1987 właściciel księgarni. W 2000 powrócił do Polski.
28 sierpnia 2010 został odznaczony przez prezydenta RP Bronisława Komorowskiego Krzyżem Kawalerskim Orderu Odrodzenia Polski za wybitne zasługi w upamiętnianiu prawdy o zbrodni katyńskiej.
Był przewodniczącym Komitetu Wyborczego Wyborców Grzegorza Brauna „Szczęść Boże!” w wyborach parlamentarnych w Polsce w 2015. W 2016 przystąpił do tworzonej przez Kornela Morawieckiego partii Wolni i Solidarni.
18 lutego 2017 prochy Wiktora Węgrzyna spoczęły w podziemiach Świątyni Opatrzności Bożej w Warszawie, w Panteonie Wielkich Polaków.

## Kontrowersje
W 2015 i 2016 Międzynarodowy Motocyklowy Rajd Katyński pod zarządem Wiktora Węgrzyna skrytykował polski rząd za zakaz wjazdu nałożony na Nocne Wilki, mówiąc, iż dwa rajdy tego klubu motocyklowego miały miejsce wcześniej oraz zadeklarował zapalenie świec w imieniu Nocnych Wilków na grobach żołnierzy Armii Czerwonej, pomimo protestów ze strony rodzin ofiar zbrodni katyńskiej. Z tego powodu część rodzin ofiar zbrodni katyńskiej nie chciała być utożsamiana z rajdem.
W kwietniu 2016 wyraził gotowość, by razem z kolegami eskortować członków Nocnych Wilków, którzy w rocznicę zwycięstwa ZSRR w II wojnie światowej udadzą się z Moskwy do Berlina.